# Locomotiva FS R.302
La locomotiva a vapore gruppo R.302 era una locomotiva progettata per il servizio viaggiatori e merci sulle linee a scartamento metrico della Sicilia. Otto unità del gruppo prestarono servizio anche nelle ex colonie, somala, eritrea e libica.

## Storia
Le locomotive del gruppo R.302 e le loro progenitrici R.301, (di cui sono la versione a vapore surriscaldato) vennero progettate e costruite sulla base di uno specifico progetto elaborato, intorno agli anni 10 del XX secolo dal Servizio Materiale e Trazione delle FS di Firenze per le linee a scartamento ridotto della rete dello Stato. Il primo lotto di undici R.301, costruito dalle Costruzioni Meccaniche di Saronno, venne consegnato alle FS nel 1912.

Locomotiva a vapore R 302 alla testa di un treno merci sulla linea Castelvetrano-Porto Empedocle

Negli anni successivi il gruppo si arricchì di ulteriori ventidue unità la cui costruzione venne ripartita tra le O.M. di Saronno, le Officine Meccaniche di Milano, l'Ansaldo e la Breda. Le unità vennero divise tra i depositi locomotive di Palermo Sant'Erasmo, Castelvetrano e Porto Empedocle.
Dopo il 1918 tredici locomotive R.301 vennero dirottate nelle linee ferroviarie delle colonie: la 15 e la 32 in Eritrea, la 05 e la 07 in Somalia, le 12, 13, 14, 25 e 26 in Tripolitania italiana e le 11, 21, 22 e 33 in Cirenaica italiana.
Nel 1922 nacque la R.302, che manteneva le stesse caratteristiche meccaniche generali ma con l'adozione del surriscaldatore, che comportava differenze sostanziali solo nella caldaia e nel diametro maggiorato dei cilindri, ma permetteva di ottenere un aumento di potenza di ben 100 CV rispetto alla progenitrice. Le R302 furono progettate e costruite per l’esercizio delle linee a servizio dei bacini minerari della Sicilia, e furono prodotte tra il 1922 e il 1928 in sole 22 unità, dalla CEMSA di Saronno dell'ingegner Romeo (già O.M. di Saronno). Poiché il risultato fu superiore alle aspettative venne decisa la trasformazione in R.302 di un lotto di venti locomotive R.301. Il lavoro venne eseguito nelle officine Meccaniche e Navali di Napoli che nel 1927 le riconsegnarono alle FS che le numerarono da 023 a 042. Anche le R.302 diedero il loro contributo alle ferrovie coloniali; infatti otto unità nell'imminenza dello scoppio del secondo conflitto mondiale vennero trasferite in Africa e vi rimasero; erano le R 302.10, 11, 12, 13, 20, 42 in Tripolitania e le R 302.22 e 25 in Cirenaica.
Ambedue le versioni diedero buona prova di sé sia in termini di affidabilità che di prestazioni; pur risultando di aspetto non molto elegante, la loro compattezza e il loro rapporto peso-potenza le fecero essere un valido mulo da tiro su tutte le linee della rete ferroviaria siciliana e coloniale ad aderenza naturale. All'inizio degli anni '50 venne decisa la trasformazione dell'alimentazione da carbone a nafta ed entro il 1956 erano già state trasformate tutte le 35 unità presenti in Sicilia.
Due R.302, la 008 e la 038 prestarono servizio verso il 1928 sulla, soppressa, ferrovia Siracusa Ragusa Vizzini.
Le R302 saranno, in assoluto, le ultime macchine a chiudere la stagione della trazione a vapore in Italia, il 31 dicembre 1985, con la dismissione della linea Castelvetrano-Ribera, dove venivano mantenute in funzione per garantire i servizi di riserva e di soccorso.

## Caratteristiche
Le locomotive del gruppo R.301 e R.302 vennero progettate allo scopo di risolvere le problematiche di esercizio che si erano evidenziate con l'impiego delle locomotive precedenti. Si era riscontrato infatti il buon risultato delle R.305 di Henschel ed il cattivo risultato delle R.401 a quattro assi e passo rigido che dissestavano il binario nelle innumerevoli curve e controcurve del percorso. La scelta si orientò quindi verso un rodiggio 1'C che permetteva un basso peso per asse, contenuto al di sotto delle 11 tonnellate per le ruote accoppiate, e una facilità di iscrizione in curva determinata dall'adozione del cosiddetto carrello italiano. 
Le locomotive vennero inoltre dotate di ampie casse d'acqua (4,5 m³), cosa di grande rilevanza ai fini dell'autonomia. Alcune macchine, tra cui la R 302.033, si videro modificate le casse d'acqua per aumentarne ulteriormente la capienza.

Locomotiva a vapore R 302.019 alla testa di un treno merci, in sosta nel 1980 nella stazione di Sciacca per il rifornimento d'acqua

Già al loro collaudo le R.301 si dimostrarono superiori alle aspettative; su pendenza costante del 25‰ e curve di 100 metri di raggio trainavano 90 tonnellate a 25 chilometri orari. Le successive R.302 migliorarono ancora le loro performance; un confronto con le più grosse locomotive del gruppo 880 FS, a scartamento ordinario, della massa totale di 51,7 tonnellate che sviluppavano 367 chilowatt di potenza, mostra come le R.302 sviluppassero 309 chilowatt con sole 37,5 tonnellate di massa con un rapporto peso/potenza di 8,23 contro 7,1 delle R.301.

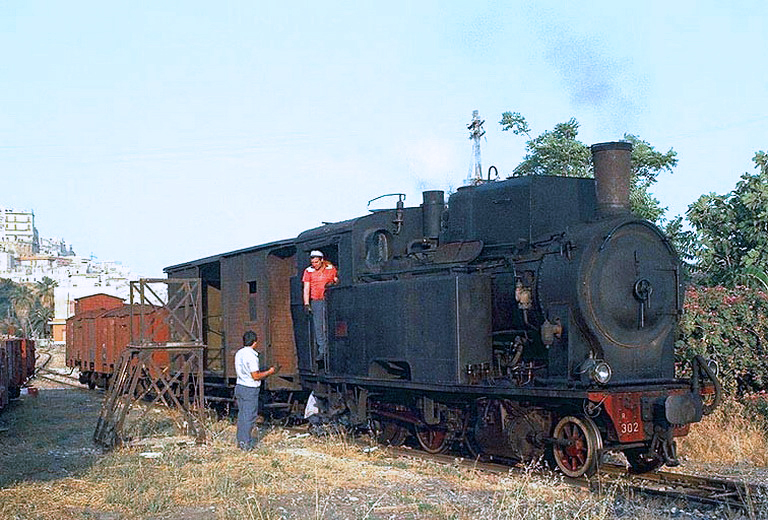
Locomotiva a vapore R.302.019 in manovra allo scalo merci della stazione di Sciacca nel 1974

L'incremento di potenza, rispetto alle R.301 era stato ottenuto mediante l'applicazione del surriscaldatore Schmitt che comportava una modifica della caldaia nella parte tubiera, diminuendo la superficie di riscaldamento da 74,5 a 68,4 metri quadrati, cui però si aggiungevano 22,4 metri quadrati di superficie di surriscaldamento e con l'aumento del diametro dei cilindri che passava dai 380 mm della R.301 ai 410 mm della R.302, con uno sforzo di trazione al cerchione aumentato da 6750 a 7800. Il tutto con un aumento di massa della locomotiva di solo 1,5 tonnellate.
Le locomotive erano dotate di freno continuo automatico a vuoto, sistema Hardy. Il vuoto in condotta veniva ottenuto per mezzo di un eiettore a vapore, apparecchiatura di alto rendimento ed alta affidabilità perché privo di parti in movimento.
Dopo il 1950 si procedette alla modifica dell'alimentazione a carbone delle locomotive del gruppo R.302; venne applicato sopra la caldaia un serbatoio rettangolare di nafta e si operarono le opportune modifiche nel forno. La locomotiva tuttavia continuò a mantenere l'accensione e il mantenimento del fuoco in stazionamento a carbone. Lo scopo di tale modifica era quello di accentuare l'economia di esercizio, sembra anche allo scopo, mai attuato, di ridurre l'equipaggio di condotta.
Le R.302 si dimostrarono a tutti gli effetti delle ottime macchine e se qualche difetto si vuol trovare è solo quello della asimmetria del rodiggio che le rendeva unidirezionali nell'esercizio corrente. Ulteriore difetto (comune però alla maggioranza delle realizzazioni per lo scartamento ridotto) la ristrettezza della cabina di guida.

## Deposito Locomotive di assegnazione
- Deposito locomotive di Castelvetrano
- Deposito locomotive di Palermo Sant'Erasmo
- Deposito locomotive di Licata
- Deposito locomotive di Piazza Armerina
- Deposito locomotive di Porto Empedocle

## Esemplari preservati
Sono ancora esistenti la R 302.019 presso il Museo nazionale FS di Pietrarsa e la R 302.038 (ex R.301) monumentata presso una ditta privata di Marcon (VE).
La locotender R 302.038, monumentata nel piazzale della ditta ASI spa, (industria di produzione esclusiva delle mole per carri molatori in via Delle Industrie a Marcon in provincia di Venezia).

## Galleria d'immagini

Locomotiva R.302.028 al traino di un treno merci in transito sul viadotto sopra il vallone Cava di Lauro prima dell'ingresso della galleria di Sciacca
Locomotiva R.302.028 in manovra presso lo scalo merci della stazione Sciacca nel giugno 1976
Locomotiva R.302.028 alla testa di un treno merci, in transito, nel giugno 1976 presso la ex Tonnara di Sciacca
Manovra della piattaforma girevole su locomotiva R.302.028 nella Stazione di Ribera nel giugno 1976